# Harris Park
Harris Park är en del av en befolkad plats i Australien. Den ligger i kommunen Parramatta och delstaten New South Wales, i den sydöstra delen av landet, omkring 19 kilometer väster om delstatshuvudstaden Sydney.
Runt Harris Park är det mycket tätbefolkat, med 1 819 invånare per kvadratkilometer.. Närmaste större samhälle är Sydney, omkring 19 kilometer öster om Harris Park. 
Runt Harris Park är det i huvudsak tätbebyggt. Genomsnittlig årsnederbörd är 1 380 millimeter. Den regnigaste månaden är februari, med i genomsnitt 200 mm nederbörd, och den torraste är juli, med 36 mm nederbörd.